# Hylesia
Hylesia é um género de mariposas da família Saturniidae.

## Características
As mariposas do gênero Hylesia apresentam dimorfismo sexual: as fêmeas são maiores e possuem coloração acinzentada, enquanto os machos são castanhos. Quanto pousada, dispõem as asas em forma de telhado.
As espécies deste género apresentam uma peculiaridade em relação aos demais lepidópteros. Possuem ação urticante tanto na fase larval (lagarta) quanto na fase adulta (mariposa), sendo responsáveis por diversos acidentes na espécie humana. As fêmeas adultas possuem escamas abdominais modificadas em cerdas, utilizadas para proteger seus ovos da ação de predadores, que, em contato com a pele humana, desencadeia reações alérgicas. Este quadro é conhecido como lepidopterismo.
Suas lagartas são consideradas praga para a agricultura.

## Espécies
É um gênero exclusivamente neotropical, encontrado do México à Argentina, e constitui-se de aproximadamente 110 espécies.
- Hylesia acuta Druce, 1886
- Hylesia aeneides Druce, 1897
- Hylesia alinda Druce, 1886
- Hylesia amazonica Draudt, 1929
- Hylesia anchises Lemaire, 1988
- Hylesia andensis Lemaire, 1988
- Hylesia andrei Dognin, 1923
- Hylesia angulex Draudt, 1929
- Hylesia annulata Schaus, 1911
- Hylesia approximans Walker, 1855
- Hylesia ascodex Dyar, 1913
- Hylesia athlia Dyar, 1913
- Hylesia beneluzi Lemaire, 1988
- Hylesia bertrandi Lemaire, 1982
- Hylesia biolleya Schaus, 1927
- Hylesia boarmia Hübner, 1922
- Hylesia bolivex Dognin, 1922
- Hylesia bouvereti Dognin, 1889
- Hylesia canitia Cramer, 1780
- Hylesia caripitox Orfila, 1952
- Hylesia caucanex Draudt, 1929
- Hylesia cedomnibus Dyar, 1913
- Hylesia chirex Schaus, 1921
- Hylesia coadjutor Dyar, 1907
- Hylesia coarya Schaus, 1932
- Hylesia coex Dyar, 1913
- Hylesia coinopus Dyar, 1913
- Hylesia colimatifex Dyar, 1926
- Hylesia colombex Dognin, 1923
- Hylesia colombiana Dognin, 1922
- Hylesia composita Dognin, 1912
- Hylesia continua Walker, 1865
- Hylesia corevia Schaus, 1900
- Hylesia cottica Schaus, 1932
- Hylesia cressida Dyar, 1913
- Hylesia croex Schaus, 1921
- Hylesia dalifex Dognin, 1916
- Hylesia dalina Schaus, 1911
- Hylesia darlingi Dyar, 1915
- Hylesia derica Schaus, 1940
- Hylesia discifex Draudt, 1929
- Hylesia discutex Draudt, 1929
- Hylesia dispar Burmeister 1878
- Hylesia dissimilis Herrich-Schäffer 1856
- Hylesia dognini Bouvier 1930
- Hylesia dyarex Schaus, 1921
- Hylesia ebalus Cramer, 1775
- Hylesia egrex Draudt, 1929
- Hylesia erebus Bouvier, 1930
- Hylesia ernestonis Strand, 1920
- Hylesia euphemia Dyar, 1913
- Hylesia falcifera Hübner, 1806
- Hylesia frigida Schaus, 1911
- Hylesia funebris Conte, 1906
- Hylesia frigida Schaus, 1911
- Hylesia gamelioides Michener, 1952
- Hylesia gigantex Draudt, 1929
- Hylesia gracilex Dognin, 1923
- Hylesia grisoli Draudt, 1929
- Hylesia guayanensis Draudt, 1929
- Hylesia gyrex Dyar, 1913
- Hylesia hamata Schaus, 1911
- Hylesia haxairei Lemaire, 1988
- Hylesia hubbelli Lemaire, 1982
- Hylesia humilis Dognin, 1923
- Hylesia huyana Schaus, 1932
- Hylesia ileana Schaus, 1932
- Hylesia index Dyar, 1913
- Hylesia invidiosa Dyar, 1915
- Hylesia indurata Dyar, 1912
- Hylesia inficita Walker, 1865
- Hylesia iola Dyar, 1913
- Hylesia lamis Cramer, 1780
- Hylesia latex Draudt, 1929
- Hylesia lebedoides Bouvier, 1930
- Hylesia leilex Dyar, 1913
- Hylesia lilacina Dognin, 1912
- Hylesia lilacinex Draudt, 1929
- Hylesia lilex Dognin, 1923
- Hylesia lineata Druce, 1886
- Hylesia liturex Dyar, 1913
- Hylesia livex Dyar, 1913
- Hylesia lolamex Dyar, 1913
- Hylesia macellex Draudt, 1929
- Hylesia margarita Dognin, 1901
- Hylesia maurex Draudt, 1929
- Hylesia medifex Dognin, 1916
- Hylesia melanostigma Herrich-Schäffer, 1855
- Hylesia metabus Cramer, 1776
- Hylesia metapyrrha Walker, 1855
- Hylesia minasia Schaus, 1921
- Hylesia mixtiplex Dognin, 1916
- Hylesia molpex Dyar, 1913
- Hylesia moronensis Lemaire, 1976
- Hylesia mortifex Dyar, 1913
- Hylesia multiplex Schaus, 1915
- Hylesia munonia Schaus, 1927
- Hylesia murex Dyar, 1913
- Hylesia murmur Dyar, 1913
- Hylesia muscula Vuillot, 1893
- Hylesia muzoensis Draudt, 1929
- Hylesia mymex Dyar, 1913
- Hylesia myops Walker, 1855
- Hylesia mystica Dyar, 1913
- Hylesia nanus Walker, 1855
- Hylesia natex Draudt, 1929
- Hylesia nigricans Berg, 1875
- Hylesia nigridorsata Dognin, 1912
- Hylesia nigripes Draudt, 1929
- Hylesia novex Dognin, 1922
- Hylesia obsoleta Cramer, 1780
- Hylesia obtusa Dognin, 1923
- Hylesia ochrifex Dyar, 1913
- Hylesia olivenca Schaus 1916
- Hylesia omeva Dyar, 1916
- Hylesia ondulatus Conte, 1906
- Hylesia oratex Dyar, 1913
- Hylesia orbana Schaus, 1932
- Hylesia orbifex Dyar, 1913
- Hylesia oroyex Dognin, 1922
- Hylesia pachobex Dognin, 1920
- Hylesia palcazua Schaus, 1927
- Hylesia pallidex Dognin, 1923
- Hylesia paulex Dognin, 1922
- Hylesia pauper Dyar, 1913
- Hylesia penai Lemaire, 1988
- Hylesia pernex Draudt, 1929
- Hylesia peruvex Draudt, 1929
- Hylesia petena Schaus, 1927
- Hylesia pluto Dognin, 1922
- Hylesia pollex Dyar, 1913
- Hylesia polyploca Draudt, 1929
- Hylesia praeda Dognin, 1901
- Hylesia propex Draudt, 1929
- Hylesia pseudomoronensis Camargo, 2007
- Hylesia purpurex Bouvier, 1930
- Hylesia remex Dyar, 1913
- Hylesia rex Dyar, 1913
- Hylesia rosacea Schaus, 1911
- Hylesia roseata Dognin, 1914
- Hylesia rosex Bouvier, 1930
- Hylesia rubrifrons Schaus, 1911
- Hylesia rubriprocta Bouvier, 1930
- Hylesia rufex Bouvier, 1930
- Hylesia rufipes Schaus, 1911
- Hylesia santaelenensis Lemaire, 1988
- Hylesia scalex Draudt, 1929
- Hylesia schausi Dyar, 1913
- Hylesia schussleri Strand, 1934
- Hylesia scortina Draudt, 1929
- Hylesia sesostris Vuillot, 1893
- Hylesia solvex Dyar, 1913
- Hylesia sorana Schaus, 1927
- Hylesia subaurea Schaus, 1900
- Hylesia subcana Walker, 1855
- Hylesia subfasciata Dognin, 1916
- Hylesia tapabex Dyar, 1913
- Hylesia tapareba Kirby
- Hylesia tendex Draudt, 1929
- Hylesia teratex Draudt, 1929
- Hylesia terranea Schaus, 1906
- Hylesia terrosex Dognin, 1916
- Hylesia thaumex Draudt, 1929
- Hylesia tinturex Schaus, 1921
- Hylesia tiphys Dognin, 1916
- Hylesia travassosi Lemaire, 1988
- Hylesia tristis Bouvier, 1929
- Hylesia umbrata Schaus, 1911
- Hylesia umbratula Dyar, 1927
- Hylesia vagans Walker, 1855
- Hylesia valvex Dyar, 1913
- Hylesia vassali Lemaire, 1988
- Hylesia vespex Dognin, 1923
- Hylesia vialactea Draudt, 1929
- Hylesia vindex Dyar, 1913
- Hylesia violacea Bouvier, 1930
- Hylesia violex Draudt, 1929
- Hylesia vittex Draudt, 1929
- Hylesia wagneri Bouvier, 1923
- Hylesia zonex Draudt, 1929